# Our Last Night
Our Last Night is een Amerikaanse posthardcoreband bestaande uit vier leden die werd opgezet in 2004. Bandleden zijn Trevor Wentworth (zang), Matthew Wentworth (gitaar, zang), Alex "Woody" Woodrow (bass gitaar) en Timothy Molloy (drums). De muziekstijl is Metalcore en Posthardcore. Ook maakt de band veel covers van popnummers in hun eigen stijl.

## Discografie
Studioalbums
- The Ghosts Among Us (2008)
- We Will All Evolve (2010)
- Age of Ignorance (2012)
- Younger Dreams (2015)
- Selective Hearing (2017)

Ep's
- We've Been Holding Back (2004)
- Building Cities from Scratch (2005)
- A Summer of Covers (2013)
- Oak Island (2013)
- Oak Island Acoustic (2014)
- Selective Hearing (2017)

Compilatiealbums
- New Noise (Epitaph) (2010)
- Never Heard Before (2017)

Singles
- "We've Been Holding Back" (2004)
- "Tear Her: I Will Be Revenged" (2005)
- "Escape" (2008)
- "Elephants" (2010)
- "Across the Ocean" (2010)
- "Across the Ocean Acoustic" (2011)
- "Liberate Me" (2012)
- "Age of Ignorance" (2012)
- "Invincible" (2012)
- "Same Old War" (2013)
- "I've Never Felt This Way" (2013)
- "Home" (2015)
- "A World Divided" (2015)
- "Common Ground" (2016)
- "Broken Lives" (2017)
- "Tongue Tied" (2017)
- "Broken Lives Acoustic" (2018)
- "Fantasy Land" (2018)
- “Soul Speak” (2018)